# Chaumont du Signal
Chaumont du Signal är en kulle i Schweiz. Den ligger i kantonen Neuchâtel, i den västra delen av landet, 40 km väster om huvudstaden Bern. Toppen på Chaumont du Signal är 1 170 meter över havet.